# Ulee Jalan (Peusangan Selatan)
Ulee Jalan is een bestuurslaag in het regentschap Bireuen van de provincie Atjeh, Indonesië. Ulee Jalan telt 652 inwoners (volkstelling 2010).